# Yive
Yive est un village du Cameroun situé dans le département du Manyu et la Région du Sud-Ouest, à la frontière avec le Nigeria. Il fait partie de la commune d'Akwaya.
C'est l'une des rares localités où l'on parle l'iyive, une langue bantoïde méridionale, dite « tivoïde ».